# شاه علیرضا ولی دکنی
شاه سیّد علیرضا دکنی ملقّب به رضاعلیشاه دکنی، قطب بیست و هشتم سلسلهٔ نعمت‌اللهی بعد از غیبت کبری امام دوازدهم است. وی در حیدرآباد دکن متولّد گردید، در همان‌جا زیست و در همان مکان درگذشت و به خاک سپرده شد. از مریدان شیخ شمس‌الدین دکنی(قطب بیست و هفتم سلسلهٔ نعمت‌اللهی) بود و از طرف او به جانشینی‌اش برگزیده شد. مطابق ضبط کتاب مشکوة النبوة مدّت حیات وی هفتاد سال و تاریخ درگذشتش ۸ رمضان سال ۱۲۱۵ قمری آمده است ولی رضاقلی‌خان هدایت در ریاض العارفین مدّت عمر وی را صد و چهل سال می‌نویسد. وی پیش از فوت، محمدحسین اصفهانی را با لقب حسین‌علیشاه به عنوان جانشین خود و قطب سلسله نعمت‌اللهی انتخاب کرد. مزار وی در خانقاه جدّش، شیخ محمود دکنی در حیدرآباد دکن واقع است. نام وی در برخی از تذکره‌های پس از قاجار، نظیر تذکره اولیای دکن تألیف محمد عبدالجبار هندی و بعضی از متون عرفانی آن دوران نظیر بستان السیاحه اثر حاج زین‌العابدین شیروانی مستعلیشاه، بحر المعارف اثر ملا عبدالصمد همدانی، ریاض العارفین تألیف رضاقلی‌خان هدایت، طرایق الحقایق اثر نایب الصّدر شیرازی و شمس التواریخ اثر شیخ اسدالله ایزدگشسب در ضمن ذکر اقطاب سلسله نعمت‌اللهی آمده است. سید معصومعلیشاه دکنی از مریدان خاصّ وی بود که در سال ۱۱۹۰ از طرف او مأمور مسافرت به ایران و ارشاد طالبان گردید.